# Krasni Kliutx
Krasni Kliutx (en rus: Красный Ключ) és un poble del krai de Krasnoiarsk, a Rússia, que en el cens del 2010 tenia 145 habitants. Pertany al districte de Balakhtà.